# José Vázquez Amaral
José Vázquez Amaral (1914-24 de febrero de 1987) fue un académico, traductor, ensayista y crítico literario mexicano, ganador del Premio Xavier Villaurrutia de 1975 por su traducción de los Cantos de Ezra Pound, compilación denominada Cantares completos, a la que dedicó más de veinte años de su vida.

## Biografía
Vázquez Amaral nació en Los Reyes, Jalisco, en 1914 y estudió la licenciatura en Derecho en la Universidad Nacional Autónoma de México de la Ciudad de México. Se mudó a los Estados Unidos en la década de 1940 y se dedicó a impartir clases en diferentes universidades, como la Universidad Tulane, el Swarthmore College, la Universidad Rutgers, la Universidad de Nuevo México y la Universidad de Nueva York. En Rutgers además estuvo a cargo del departamento de español y portugués a partir de 1947 y hasta su jubilación en 1982.
Colaboró con artículos, críticas literarias y ensayos en diferentes medios impresos mexicanos y estadounidenses, tales como: Cuadernos Americanos, «Diorama de la Cultura» —suplemento de Excélsior—, «El Gallo Ilustrado» —suplemento de El Día—, La Vida Literaria, Mañana, Revista de Bellas Artes, Revista de la Universidad de México, «Book Review»  de  The New York Times, The Saturday Review,  The Evergreen Review, Books Abroad y New World Writing.
Dedicó más de veinte años a recopilar y traducir al español todos los Cantos de Ezra Pound, los cuales reunió en la obra denominada Cantares completos —publicada por la editorial Joaquín Mortiz en 1975—, que era la única traducción de esta obra de Pound, hasta la aparición en 2018 de la traducción de Jan de Jager, publicada por la editorial Sexto Piso. Cantares completos lo convirtió en ganador del Premio Xavier Villaurrutia de 1975.
Falleció de problemas cardíacos el 24 de febrero de 1987 en Summit, Nueva Jersey.

## Obra
Entre sus obras se encuentran:
Traducción
- Pound, Ezra. Cantares completos (1975) —Introducción, anecdotario, cronología y versión directa—
- Racine, Jean. Atalía (2005)

Ensayo
- México: datos para su biografía; ensayo sociológico (1945)
- La Crisis universitaria en América Latina (1964) —coautor—
- Los gringos (1969)
- The Contemporary Latin American Narrative (1970)